# Zuleima Araméndiz
Zuleima Araméndiz, född 23 september 1975, är en friidrottare från Colombia. Hon deltog vid olympiska sommarspelen 1996.